# Massimo Carraro
Massimo Carraro (Camposampiero, 8 marzo 1959) è un imprenditore e politico italiano.

## Biografia
Laureato in giurisprudenza, è stato avvocato e dottorando di ricerca in materie pubblicistiche. Nel 1987 lascia l'attività accademica per dedicarsi al lavoro  imprenditoriale: acquisisce  Morellato, l'azienda principale nel settore dei cinturini per orologi da polso, poi diventa presidente dei giovani imprenditori di Padova e del Veneto.
Vicepresidente della Confindustria del Veneto, nel 1999 è stato eletto deputato al Parlamento europeo come indipendente nella lista dei Democratici di Sinistra nel collegio del Nord-Est, rimane in carica fino al 2004. 
Alle elezioni regionali del 2005 è il candidato dell'Unione alla carica di presidente del Veneto: Carraro riceve il 42,4% dei consensi e viene sconfitto dal candidato del centrodestra Giancarlo Galan che vince al 50,5%. Diventa comunque consigliere regionale e capogruppo del centrosinistra nel consiglio regionale veneto, annunciando che fino al 2010 non avrebbe occupato nessun'altra carica politica oltre a quella. Lascerà l'incarico un anno dopo.